# Зарецький Роман Ігорович
Рома́н І́горович Заре́цький або Рома́н Заре́цьки (івр. רומן זרצקי, рос. Роман Игоревич Зарецкий; народ. 4 грудня 1983, Мінськ, БРСР, СРСР) — ізраїльський фігурист, що виступає у танцях на льоду в парі зі своєю сестрою Олександрою Зарецькою, разом з якою є тричі чемпіоном Національної першості Ізраїлю з фігурного катання Ізраїлю (2007—09 роки), неодноразово брав участь у Чемпіонатах Європи (найкраще досягнення — 7-е місце у 2010 році) і світу (найвищий результат — 9-е місце, також у 2008 році) з фігурного катання, інших міжнародних змаганнях.

## Життєпис
Роман з батьками і сестрою іммігрували з Білорусі до Ізраїлю в 1992 році. Вони поселилися в Метулі, де його батьки працюють тренерами з фігурного катання на ковзанці (єдиній у країні такого рівня) спортивного центру «Canada Centre».

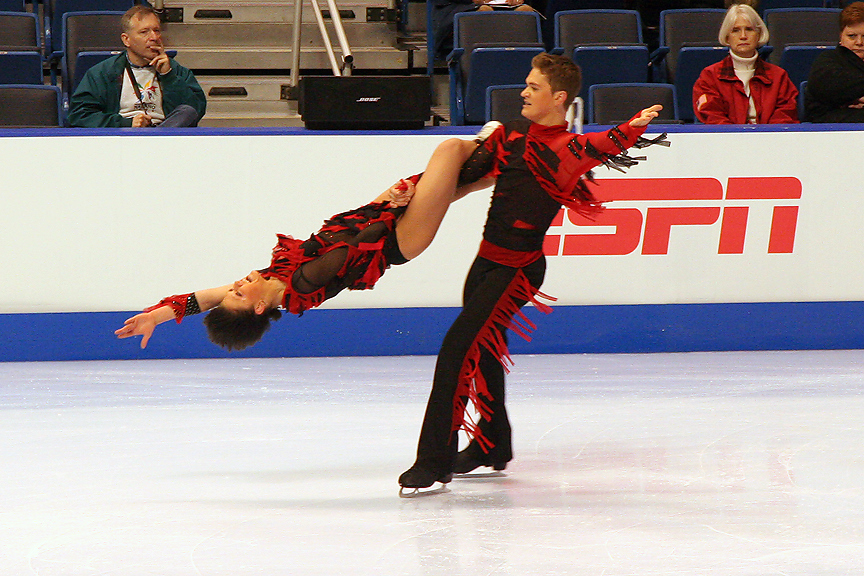
Під час виступу на «Skate America»-2006

Спочатку Роман із сестрою тренувалися в батьків. Потому якийсь час вони співпрацювали з Іриною Романовою та Ігорем Ярошенком у Вілмінгтоні (штат Делавер, США). У січні 2005 року вони перейшли в групу Євгена Платова, але вже перед сезоном 2005/2006 пара повернулась до Ізраїлю до батьків, саме коли Роману потрібно бцло проходити службу в ізраїльській армії. Наступним тренером пари став Микола Морозов, у групі якого з фігуристами працювала їхня співвітчизниця Галіт Хайт. Тому коли вона вирішила працювати самостійно, брат і сестра Зарецькі пішли разом з нею.
У жовтні 2008 року мала місце неприємна ситуація — пара Зарецьких та їхній тренер змушені були подати позов до суду графства Берген (Нью-Джерсі) на власників ковзанки «The Ice House» у Гакенсаці за відмову надати лід арени зі знижкою згідно з правилами «Програми для еліти», причому позивачі стверджували, що відмова має етнічне підґрунтя (небажання працювати з ізраїлітянами).
Найкращим дотепер у кар'єрі пари Олександри і Романа Зарецьких сезоном лишається 2007/2008, коли на обох найсерйозніших стартах — першостях Європи і світу вони ввійшли до чільної десятки (відповідно, 8-е і 9-е місця).
У сезоні 2009/2010 пара Зарецька/Зарецьки взяла участь у 2 етапах серії Гран-Прі — були «бронзовими» на «Skate America»—2009 і 5-ми на «Cup of China»—2009, також виграли «срібло» «Nebelhorn Trophy» й перемогли на турнірі «Золотий ковзан Загреба». Потому, в січні 2010 року на європейській першості з фігурного катання на одну позицію поліпшили своє торішнє досягнення, ставши 7-ми. У лютому 2010 року в складі Ізраїльської Олімпійської збірної беруть участь у головних змаганнях сезону — турнірі танцювальних пар на XXI Зимовій Олімпіаді (Ванкувер, Канада, 2010).

## Спортивні досягнення

### після 2006 року
| Змагання                               | 2006/2007 | 2007/2008 | 2008/2009 | 2009/2010 |
| -------------------------------------- | --------- | --------- | --------- | --------- |
| Чемпіонати світу з фігурного катання   | 14        | 9         | 13        |           |
| Чемпіонати Європи з фігурного катання  | 11        | 8         | 11        | 7         |
| Чемпіонати Ізраїлю з фігурного катання | 1         | 1         | 1         |           |
| Етапи Гран-Прі: «Cup of Russia»        |           |           | 5         |           |
| Етапи Гран-Прі: «Skate America»        | 8         | 7         |           | 3         |
| Етапи Гран-Прі: «Cup of China»         | 4         | 4         | 7         | 5         |
| Турніри: «Золотий ковзан Загреба»      |           |           |           | 1         |
| Турніри «Nebelhorn Trophy»             | 3         |           | 2         | 2         |
| Зимові Універсіади                     |           |           | 1         |           |

### до 2006 року
| Змагання                                           | 1999/2000 | 2000/2001 | 2001/2002 | 2002/2003 | 2003/2004 | 2004/2005 | 2005/2006 |
| -------------------------------------------------- | --------- | --------- | --------- | --------- | --------- | --------- | --------- |
| Зимові Олімпійські ігри                            |           |           |           |           |           |           | 22        |
| Чемпіонати світу з фігурного катання               |           |           |           |           |           |           | 20        |
| Чемпіонати Європи з фігурного катання              |           |           |           |           |           |           | 15        |
| Чемпіонати світу з фігурного катання серед юніорів |           |           | 19        | 8         | 9         | 4         |           |
| Чемпіонати Ізраїлю з фігурного катання             | 1N.       | 1J.       | 1J.       | 1J.       | 1J.       |           | 2         |
| Етапи Гран-Прі: «Cup of China»                     |           |           |           |           |           |           | 9         |
| Етапи Гран-Прі: «NHK Trophy»                       |           |           |           |           |           |           | 9         |

- N=дитячий рівень; J=юніорський рівень

## Виноски
1. ↑  Ковзанка в Нью-Джерсі «не для ізраїльтян»[недоступне посилання з квітня 2019](рос.)